# Bohaterowie (operetka)
Bohaterowie (niem.: Der tapfere Soldat) – operetka Oscara Strausa w trzech aktach z 1908 roku. Premiera miała miejsce 14 listopada 1908 roku w Wiedniu w Theater an der Wien. Libretto zostało napisane przez Leopolda Jacobsona. Tłem operetki są wydarzenia związane z Wojna serbsko-bułgarską 1885 roku

## Historia utworu
Po Czarze walca Leopold Jacobson, librecista Strausa, napisał kolejne bardzo dobre libretto zatytułowane Bohaterowie (Der tapfere Soldat) oparte na sztuce Bernarda Shawa Żołnierz i bohater (Arms and the Man). Jego treścią są przygody dostawcy wojennego, Szwajcara Bummerli, podczas dwutygodniowej wojny bułgarsko-serbskiej w 1885 roku. Niebohaterski Szwajcar, który sceptycznie odnosi się do kwestii patriotyzmu i żołnierskiej odwagi, w obliczu wroga odznacza się praktycznym męstwem przewyższającym pyszałkowatych oficerów i w nagrodę zdobywa rękę pięknej Nadiny. Strausowi bardzo spodobało się libretto, nieoczekiwanie sprzeciw wyraził Shaw, nie godząc się na przekształcenie tekstu w libretto operetkowe: Ani mi się śni - pisał - uczestniczyć w takich samobójczych ekscesach! Któż dziś pamięta jeszcze „Toscę” Sardou, czy „Rycerskość wieśniaczą” Vergi? I czy istnieje choć jeden na tyle głupi dyrektor teatru, który gotów byłby wystawić "Révillon" Meilhaca lub jego "Attaché" bez muzyki z „Zemsty nietoperza” albo „Wesołej wdówki”? Nie - i basta!. Praca nad librettem była już zbyt zaawansowana, a przygotowania do premiery zbyt daleko posunięte, by odwołać projekt. Ostatecznie dzięki pośrednictwu, przyjaciela Jacobsona, tłumacza sztuk Shawa na niemiecki, Zygfryda Trebitscha udało się załagodzić konflikt i pod dodatkowymi warunkami uzyskać zgodę pisarza. Shaw zażądał, aby w libretcie nie zostało użyte ani jedno słowo oryginalnego dialogu, a na programach i wyciągach fortepianowych zaznaczono, że operetka jest nie autoryzowaną parodią sztuki Mr. Bernarda Shawa Arms and the Man. 14 listopada 1908 roku sztuka została wystawiona w wiedeńskim Theater an der Wien. Mimo bardzo dobrego libretta i świetnej muzyki Strausa, nie spotkała się z uznaniem publiczności, która oczekiwała kolejnej sentymentalnej operetki w rodzaju Czaru walca. Praktyczny rozsądek i cynizm Bummerliego okazał się fatalny dla sztuki. Po sześćdziesięciu dwóch przedstawieniach spektakl zdjęto z afisza. Wystawiony w Londynie podbił Anglię, a następnie Amerykę.

## Osoby
| Rola                                                  | Głos     | Premiera 14 listopada 1908 (Dyrygent: Robert Stolz) |
| ----------------------------------------------------- | -------- | --------------------------------------------------- |
| Bumerli, żołnierz szwajcarski                         | tenor    |                                                     |
| Nadina Popow, córka pułkownika Popowa                 | sopran   | Grete Holm                                          |
| Aleksy Spiridow, oficer bułgarski zakochany w Nadinie | tenor    |                                                     |
| Masza, kuzynka Nadiny, przebywająca w domu Popowów    | sopran   |                                                     |
| Aurelia Popow, żona pułkownika Popowa, matka Nadiny   | kontralt |                                                     |
| Popow, pułkownik, ojciec Nadiny                       | baryton  | Max Pallenberg                                      |
| Masakrow                                              | baryton  |                                                     |

## Treść

### Akt I
Akcja operetki rozgrywa się w 1885 roku w małym miasteczku bułgarskim koło przełęczy Dragomana. Trwa Wojna serbsko-bułgarska. W domu żona i córka pułkownika Popowa oczekują na powrót jego samego i towarzyszącego mu Aleksego Spiridowa, zaręczonego z Nadiną, córką Popowów. W domu Popowów przebywa również kuzynka Nadiny Masza, skrycie zakochana w Aleksym. Nadina sama w swej sypialni wpatruje się w zdjęcie narzeczonego i wyśpiewuje swoje uwielbienie dla swego odważnego huzara oczekując jego powrotu. Tego dnia w bitwie Bułgarzy rozbili oddział serbski, z ulicy dochodzą odgłosy pościgu za serbskimi uciekinierami. Przez okno, wspiąwszy się po rynnie, do sypialni Nadiny wdziera się intruz (Bumerli). Jest zwykłym żołnierzem, dalekim od bohaterskich ideałów Nadiny. Uciekł z pola bitwy, nosi mundur serbski, lecz w rzeczywistości jest Szwajcarem, zawodowym żołnierzem, który zaciągnął się do armii serbskiej. Kiedy Nadina próbuje zawołać o pomoc, grozi jej rewolwerem, zaraz go jednak porzuca, broń i tak nie jest nabita. Jako człowiek znający się na wojnie zabrał zamiast amunicji żywność, ale ta dawno się skończyła i teraz jest bardzo głodny. Nadina częstuje go czekoladkami i zaczyna się jej podobać ten „czekoladowy żołnierz”
Bumerli opowiada jej o bitwie, w czasie której jakiś głupi oficer bułgarski poprowadził szarżę kawalerii na stanowisko karabinów maszynowych, ponieważ jednak Serbowie dostarczyli na stanowisko niewłaściwą amunicję, szarża zakończyła się niespodziewanym sukcecsem. Nadina jest wściekła, bo zdaje sobie sprawę, że gość opowiada o jej Aleksym, każe mu wyjść, ale właśnie do drzwi domu dobija się patrol pod dowództwem kapitana Masakrowa szukający zbiega. Bumerli zdążył skryć się za zasłonami łóżka, a Nadina twierdzi, że nikogo nie widziała. Matka Nadiny Aurelia i Masza czują jednak, że coś się wydarzyło, wszystko wychodzi na jaw, gdy spostrzegają, porzucony przez Bumerliego rewolwer. Po wyjściu żołnierzy Nadina odsuwa zasłony. Bumerli śpi, jest tak wyczerpany, że kobiety z trudem go budzą. Aby umożliwić mu ucieczkę przebierają go w surdut Popowa. Nadina wsuwa do kieszeni surduta swoje zdjęcie.

## O utworze
Partytura Bohaterów uważana jest za jedną z najlepszych w literaturze operetkowej. W walcu Tiralala odżywa nastrój Czaru walca, Marsz Bułgarów ma w sobie coś z burleskowej wesołości wcześniejszych Nibelungów, nad wszystkim góruje wielki temat Es-dur - O przyjdź, o przyjdź, bohaterze moich snów!, o którym Lehár pisał: Więcej niż sto innych melodii przyczynił się on do zrobienia z operetki gatunku artystycznego traktowanego serio. Przez pół wieku melodia ta pozostawała jedną z najczęściej śpiewanych pieśni miłosnych.
Podczas bankietu w Monachium z okazji 80. rocznicy urodzin Strausa jeden z mówców wymienił wszystkie jego operetki i wśród oklasków obecnych nazwał Bohaterów arcydziełem kompozytora. Straus odparł wówczas: Gdyby wszyscy, którzy w ciągu czterdziestu ostatnich lat mówili mi o tym, poszli byli wówczas do teatru, sztuka ta szłaby dłużej niż „Zemsta nietoperza”, „Wesoła wdówka” i „Domek trzech dziewcząt” razem wzięte.